# 앨버트 콜린스
앨버트 콜린스(영어: Albert Collins, 1932년 10월 1일 ~ 1993년 11월 24일)는 미국의 일렉트릭 블루스 기타리스트이자 독특한 기타 스타일을 가진 싱어송라이터였다. 그는 강력한 플레이와 변화된 튜닝과 카포로 유명했다.

## 생애
앨버트 콜린스는 1932년 10월 1일 미국 텍사스주 레오나에서 태어났다. 그는 어린 나이에 사촌인 라이트닝 홉킨스에 의해 기타를 처음 접하게 되었는데, 이 또한 가족 모임에서 연주를 했던 레오나의 거주자이다. 콜린스 가족은 1938년에 텍사스의 마르케스로 이사했고 1941년에 휴스턴으로 이사했는데, 그곳에서 그는 잭 예이츠 고등학교를 다녔다. 콜린스는 어렸을 때 피아노 교습을 받았으나 그의 사촌인 윌로 영이 앨버트에게 기타를 빌려 주고 그가 평생 동안 사용했던 변화된 조율을 가르쳐 주었다. 콜린스는 5번째, 6번째, 7번째 프리트에서 카페를 가지고 열린 F-마이너 코드로 기타를 조율했다. 12살에 그는 존 리 후커의 〈Boogie Chillen'〉을 들은 후에 기타를 배우는데 집중하기로 결심했다. 18살의 콜린스가 자신의 그룹인 리듬 로커를 시작했는데, 그는 이 그룹에서 자신의 공예품을 연마했다. 이 기간 동안에 그는 텍사스 노망지에 있는 한 목장에서 4년 동안 일을 했다. 그리고 나서 그는 12년 동안 여러 회사에서 트럭 운전사로 일했다.

## 음반 목록

### 정규 음반
- 1965: The Cool Sound of Albert Collins (TCF Hall 8002) collection of early singles, reissued in 1969 as Truckin' with Albert Collins
- 1968: Love Can Be Found Anywhere (Even in a Guitar) (Imperial LP-12428)
- 1969: Trash Talkin' (Imperial LP-12438)
- 1970: The Complete Albert Collins (Imperial LP-12449)
- 1971: There's Gotta Be a Change (Tumbleweed 103)
- 1978: Ice Pickin' (Alligator 4713)
- 1980: Frostbite (Alligator 4719)
- 1983: Don't Lose Your Cool (Alligator 4730)
- 1986: Cold Snap (Alligator 4752)
- 1991: Iceman (Pointblank VPBCD 3)